# Outlook (Saskatchewan)
Outlook es un pueblo canadiense situado en la provincia de Saskatchewan.

## Superficie
Outlook tiene una superficie de 8,34 km².

## Demografía
En 2021, tenía 2336 habitantes, una densidad poblacional de 280 hab./km², y 1055 viviendas.